# BPR (entreprise)
Pour les articles homonymes, voir BPR.
BPR est une firme d’ingénierie établie à Québec depuis 1961. Elle compte 2 400 employés dans plus de 40 bureaux répartis au Québec, en Ontario, en France et aux États-Unis. BPR offre des services d’ingénierie et de gestion de projets aux entreprises industrielles et commerciales, aux grandes institutions et aux municipalités. Ses interventions touchent les secteurs municipal, industriel, du transport, de l’énergie, du bâtiment et couvrent un éventail de services multidisciplinaires en ingénierie.
Elle est en 3e place au classement des firmes de génie-conseil au Québec par leur chiffre d’affaires en juillet 2007 par le Journal Les Affaires, un nouveau classement de la revue Plan positionne BPR comme le 6e employeur d’ingénieurs au Québec et le 2e pour les firmes de génie-conseil. 
En 2011, elle en comptait plus de 13 000. Et plus de 14 000 en 2012.

## Histoire
BPR est fondée à Québec en 1961, Beaulieu Poulin et Robitaille, ingénieurs-conseils, est à ses débuts une firme spécialisée en génie civil, principalement en structure et en génie municipal.
La firme entreprend une diversification en ajoutant une à une les disciplines ou spécialités complémentaires: assainissement des eaux, génie maritime, voirie et transport, gérance de construction, mécanique, électricité, environnement.  Au milieu des années 1980, BPR se déploie à la grandeur du Québec, en même temps qu'elle pénètre le secteur industriel: pâtes et papiers, chantiers navals, cimenteries.
En 1995, à la faveur d'une fusion avec Génivel, partenaire attitré depuis plus de dix ans, BPR consolide son réseau de bureaux régionaux de même qu'elle complète l'éventail des disciplines et des services qu'elle offre.
En 2002, l'alliance avec Bechtel constitue une nouvelle compagnie dont la mission est de fournir les services multidisciplinaires d'ingénierie et de construction, plus spécifiquement aux industries de métallurgie, de chimie et pétrochimie, d'aluminerie et des mines.  En 2006, Gestion S.C.P. se joint à BPR dans le secteur de l'hydroélectricité.
En 2007, elle compte 1 850 employés, dont 1 755 au Québec. Avec ses 557 ingénieurs, elle est le 6e plus important employeur d'ingénieurs au Québec.
En 2008, BPR réalise une première acquisition en France.  En 2009, BPR crée sa filiale BPR-Europe  et sa division BPR-Technologies.
En 2009, BPR avait le mandat d’accompagner la ville de Montréal pendant et après son choix de fournisseur pour réaliser le projet d'installation de compteurs d'eau à Montréal.
De plus, entre mars 2004 et octobre 2009, elle a participé à un « comité de concertation » du ministère des Transports du Québec où est effectuée la « planification stratégique des travaux du ministère ».
Le 5 octobre 2010, BPR est achetée par l'entreprise américaine Tetra Tech, qui œuvre dans les domaines des services-conseils de l'ingénierie, de la gestion de programmes, de la construction et des services techniques et qui compte alors 12 000 employés dans le monde en 2010, bien que l'entreprise préfère annoncer qu'elle fait maintenant "partie du réseau de Tetra Tech",,.